# Brésiliens
Les Brésiliens sont les citoyens du Brésil, ils sont un peuple cosmopolite composé de plusieurs groupes ethniques.

## Ethnonymie
Mentionné sous la graphie Brésiliens en 1578 par Jean de Léry, cet ethnonyme est issu de Brésil, nom donné à un pays d'Amérique du Sud parce qu'on en importait du bois appelé « brésil » et auquel a été ajouté le suffixe -ien.
En portugais : Brasileiros.

## Anthropologie et ethnologie
Au milieu du XVIe siècle, le Brésil colonial était rempli de petites nations dont les unes habitaient au milieu des forêts et des montagnes, et les autres dans des plaines ou au bord des rivières.

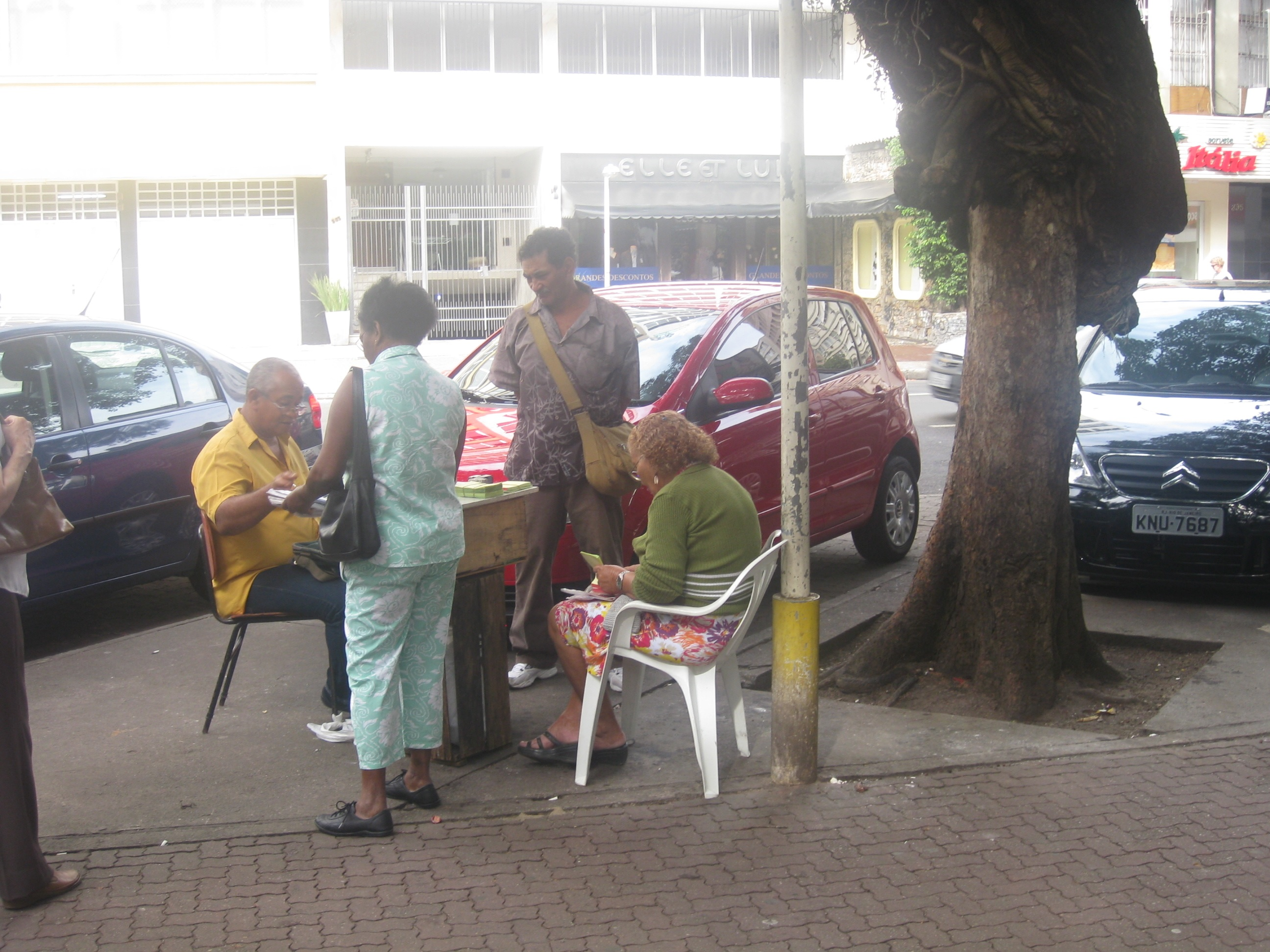
Brésiliens à Rio de Janeiro.

En 2022, la population brésilienne se compose de 88 252 121 blancs, 92 083 286 métisses, 20 656 458 noirs, 850 130 asiatiques, 1 227 642 indigènes, soit un total de 203 080 756 personnes,.

## Migrations et diaspora
- Brasiguaios